# Список млекопитающих Сейшельских Островов
Это список видов млекопитающих, зарегистрированных на Сейшельских Островах. Из всех видов млекопитающих на Сейшельских Островах два находятся на грани исчезновения, а два вида — в уязвимом положении.
Следующие теги используются для выделения статуса сохранения каждого вида по оценке МСОП:
- — вымершие в дикой природе виды
- — исчезнувшие в дикой природе, представители которых сохранились только в неволе
- — виды на грани исчезновения (в критическом состоянии)
- — виды под угрозой исчезновения
- — уязвимые виды
- — виды, близкие к уязвимому положению
- — виды под наименьшей угрозой
- — виды, для оценки угрозы которым не хватает данных

## Подкласс:Звери

### Инфракласс:Eutheria

#### Отряд:Сирены(дюгони)

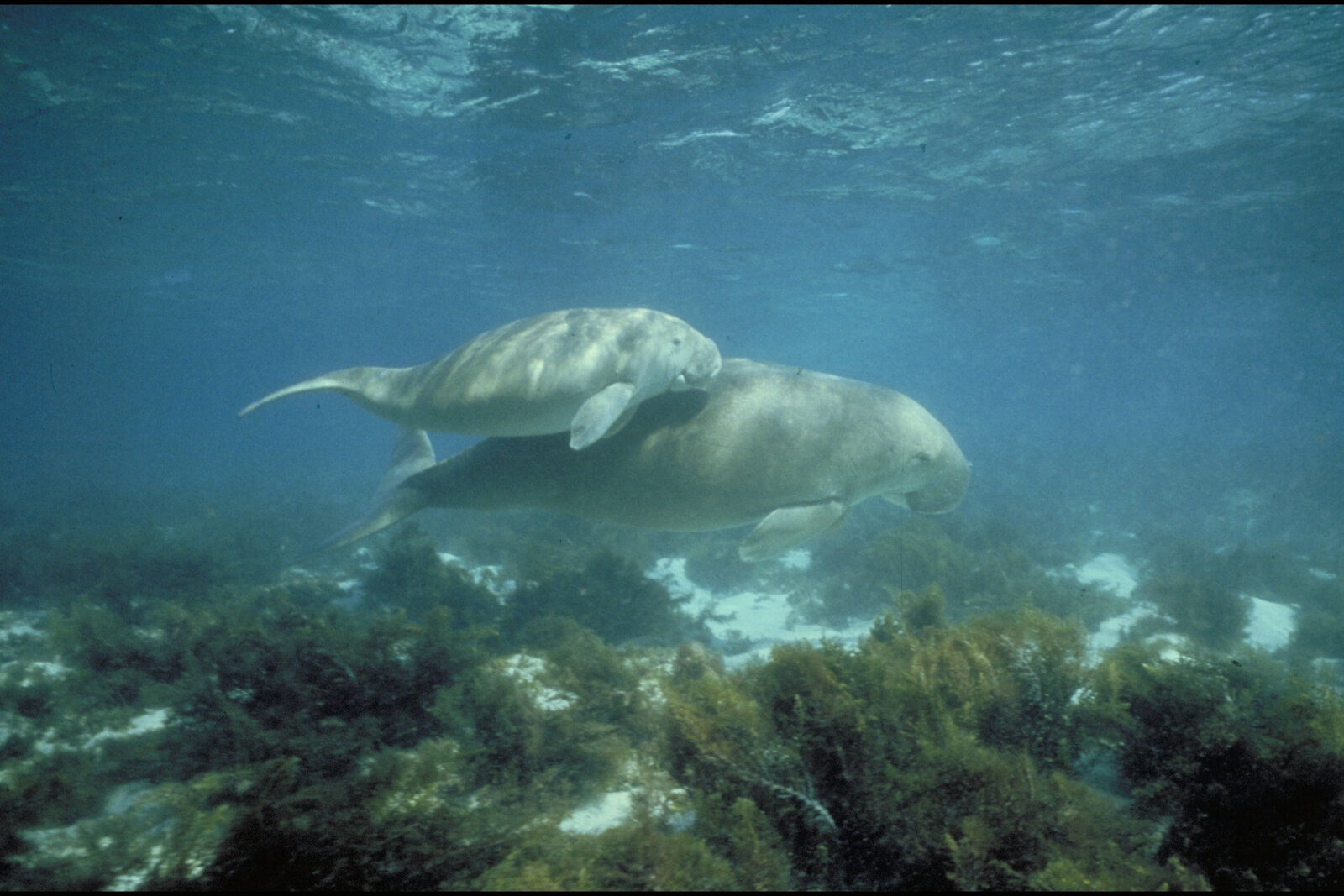
Дюгонь

- Семейство: Дюгоневые
  - Род: Дюгони
    - Дюгонь, Dugong dugon

#### Отряд:Рукокрылые(летучие мыши)
- Семейство: Крылановые
  - Подсемейство: Pteropodinae
    - Род: Летучие лисицы
      - Альдабрская летучая лисица, Pteropus aldabrensis 
      - Сейшельская летучая лисица, Pteropus seychellensis
- Семейство: Бульдоговые летучие мыши
  - Род: Малые складчатогубы
    - Карликовый складчатогуб, Chaerephon pumila
- Семейство: Футлярохвостые
  - Род: Африканские мешкокрылы
    - Сейшельский мешкокрыл, Coleura seychellensis 

  - Род: Могильные мешкокрылы
    - Южноафриканский мешкокрыл, Taphozous mauritianus
- Семейство: Подковоносые
  - Подсемейство: Hipposiderinae
    - Род: Трилистоносы
      - Мадагаскарский трилистонос, Triaenops furculus

#### Отряд:Китообразные(киты)
- Подотряд: Усатые киты
  - Семейство: Полосатиковые
    - Подсемейство: Balaenopterinae
      - Род: Полосатики

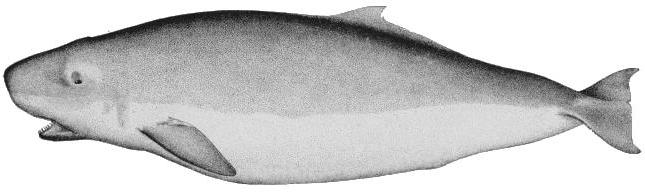
Карликовый кашалот

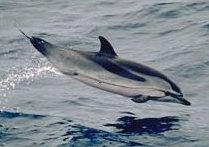
Полосатый дельфин

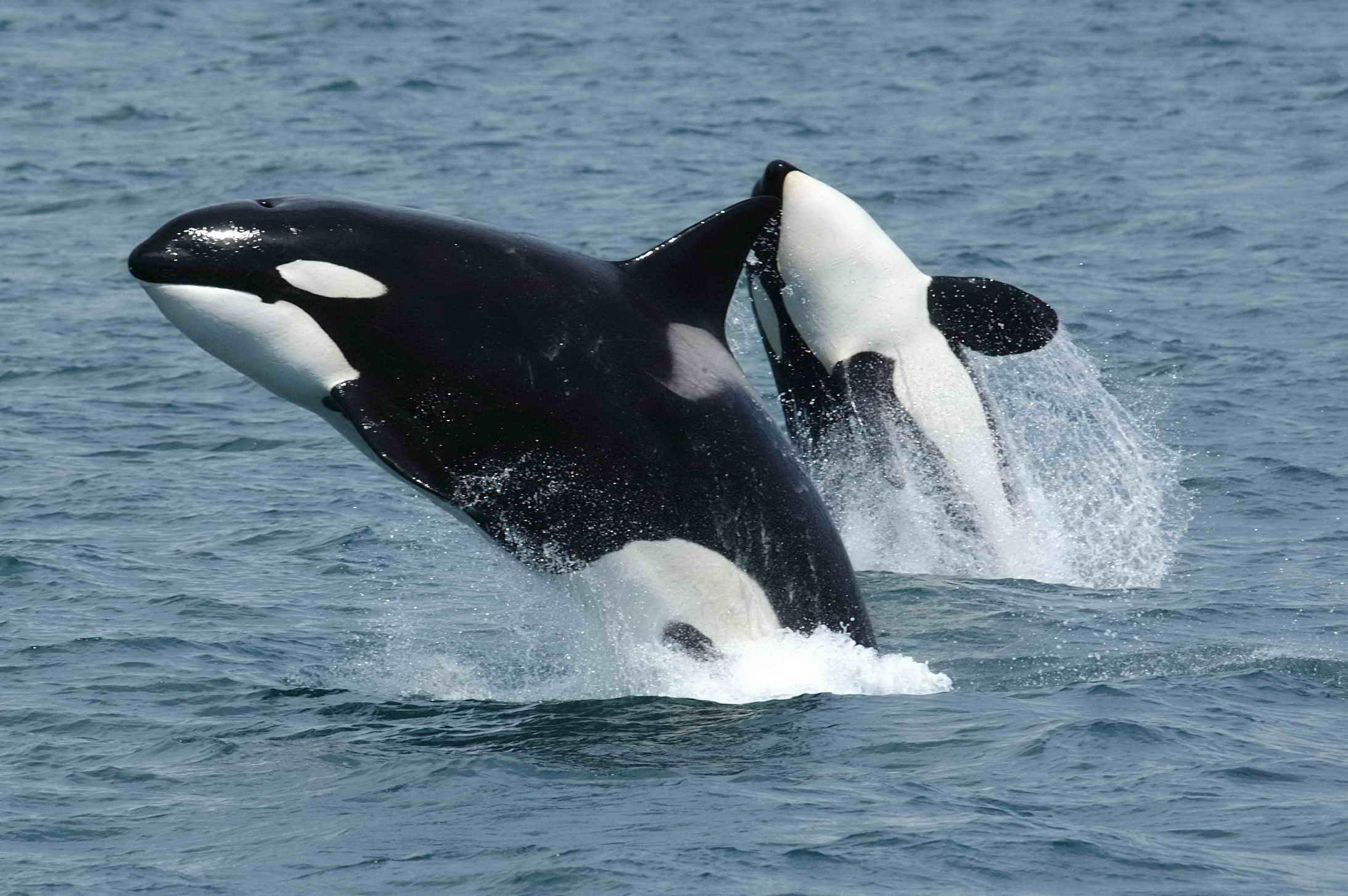
Косатки

        - Малый полосатик, Balaenoptera acutorostrata 
        - Южный полосатик, Balaenoptera bonaerensis 
        - Южный сейвал, Balaenoptera borealis schlegelii 
        - Полосатик Идена, Balaenoptera edeni 
        - Карликовый синий кит, Balaenoptera musculus brevicauda 
        - Южный синий кит, Balaenoptera musculus intermedia 
        - Антарктический финвал, Balaenoptera physalus quoyi 

    - Подсемейство: Megapterinae
      - Род: Горбатые киты
        - Горбатый кит, Megaptera novaeangliae
- Подотряд: Зубатые киты
  - Семейство: Кашалотовые
    - Род: Кашалоты
      - Кашалот, Physeter macrocephalus 

  - Семейство: Карликовые кашалоты
    - Род: Карликовые кашалоты
      - Карликовый кашалот, Kogia breviceps 
      - Малый карликовый кашалот, Kogia sima 

  - Семейство: Клюворыловые
    - Род: Австралийские ремнезубы
      - Австралийский ремнезуб, Indopacetus pacificus 

    - Род: Клюворылы
      - Клюворыл, Ziphius cavirostris 

    - Род: Ремнезубы
      - Тупорылый ремнезуб, Mesoplodon densirostris 
      - Японский ремнезуб, Mesoplodon ginkgodens 
      - Ремнезуб Грея, Mesoplodon grayi 
      - Ремнезуб Гектора, Mesoplodon hectori 
      - Mesoplodon hotaula 
      - Ремнезуб Лейарда, Mesoplodon layardii 
      - Ремнезуб Тру, Mesoplodon mirus 

  - Семейство: Дельфиновые
    - Род: Крупнозубые дельфины
      - Крупнозубый дельфин, Steno bredanensis 

    - Род: Серые дельфины
      - Серый дельфин, Grampus griseus 

    - Род: Гринды
      - Короткоплавниковая гринда, Globicephala macrorhynchus 

    - Род: Горбатые дельфины
      - Sousa plumbea 

    - Род: Афалины
      - Индийская афалина, Tursiops aduncus 
      - Афалина, Tursiops truncatus 

    - Род: Продельфины
      - Узкорылый продельфин, Stenella attenuata 
      - Полосатый продельфин, Stenella coeruleoalba 
      - Длиннорылый продельфин, Stenella longirostris 

    - Род: Дельфины-белобочки
      - Длиннорылая белобочка, Delphinus capensis 

    - Род: Малайзийские дельфины
      - Малайзийский дельфин, Lagenodelphis hosei 

    - Род: Бесклювые дельфины
      - Широкомордый дельфин, Peponocephala electra 

    - Род: Малые косатки
      - Малая косатка, Pseudorca crassidens 

    - Род: Карликовые косатки
      - Карликовая косатка, Feresa attenuata 

    - Род: Косатки
      - Косатка, Orcinus orca